# Южва
Ю́жва — река в России, протекает в Теньгушевском районе Республики Мордовия. Левый приток Юзги.
Длина реки составляет 14 км.

## География
Река Южва берёт начало на высоте примерно 140 м над уровнем моря северо-западнее посёлка Барашево. На правом берегу реки расположена деревня Белорамино. Устье реки находится в 8 км по левому берегу реки Юзга на высоте 96 м над уровнем моря.
Левый приток Южвы: Мерлей.

## Данные водного реестра
По данным государственного водного реестра России относится к Окскому бассейновому округу, водохозяйственный участок реки — Мокша от водомерного поста города Темников и до устья, без реки Цна, речной подбассейн реки — Мокша. Речной бассейн реки — Ока.
Код объекта в государственном водном реестре — 09010200412110000028166.